# Ehrenfriedersdorf
Ehrenfriedersdorf är en tysk stad i distriktet Erzgebirgskreis i förbundslandet Sachsen. Staden ligger cirka 25 km söder om Chemnitz.
Samhället ligger i bergstrakten Erzgebirge som är till största del skogstäckt. Nära staden höjer sig en klippformation av granit cirka 30 m över det omkringliggande landskapet (Greifensteine). Kring klippformationen förekommer ett nätt av vandringsleder som är hopräknad cirka 40 km långa. I trakten var tjuvjägaren och smugglaren Karl Stülpner (1762-1841) aktiv som av befolkningen betraktades som en sachsisk motsvarighet till Robin Hood. Typiska hemslöjder som framställning av träskulpturer eller knyppling visas med jämna mellanrum för allmänheten.
Orten bildades som en by i skogen. Näringslivet dominerades i början av jordbruk samt skogsbruk och dessutom utvanns tenn från malmrik kis som hämtades från markytan. Under mitten av 1300-talet fick Ehrenfriedersdorf stadsrättigheter. Gruvdriften gynnade stadens utveckling men orten drabbades flera gånger av krig och bränder. En av de få byggnader som klarade sig hela tiden är kyrkan. Kyrkans altare skapades 1507 av mästare Hans Witten vad som förtydligar hur rik staden vid denna tid var.
Genom Ehrenfriedersdorf går förbundsvägen (Bundesstraße) B95. Närmaste järnvägsstationen ligger 10 km söder om staden i Annaberg-Buchholz.

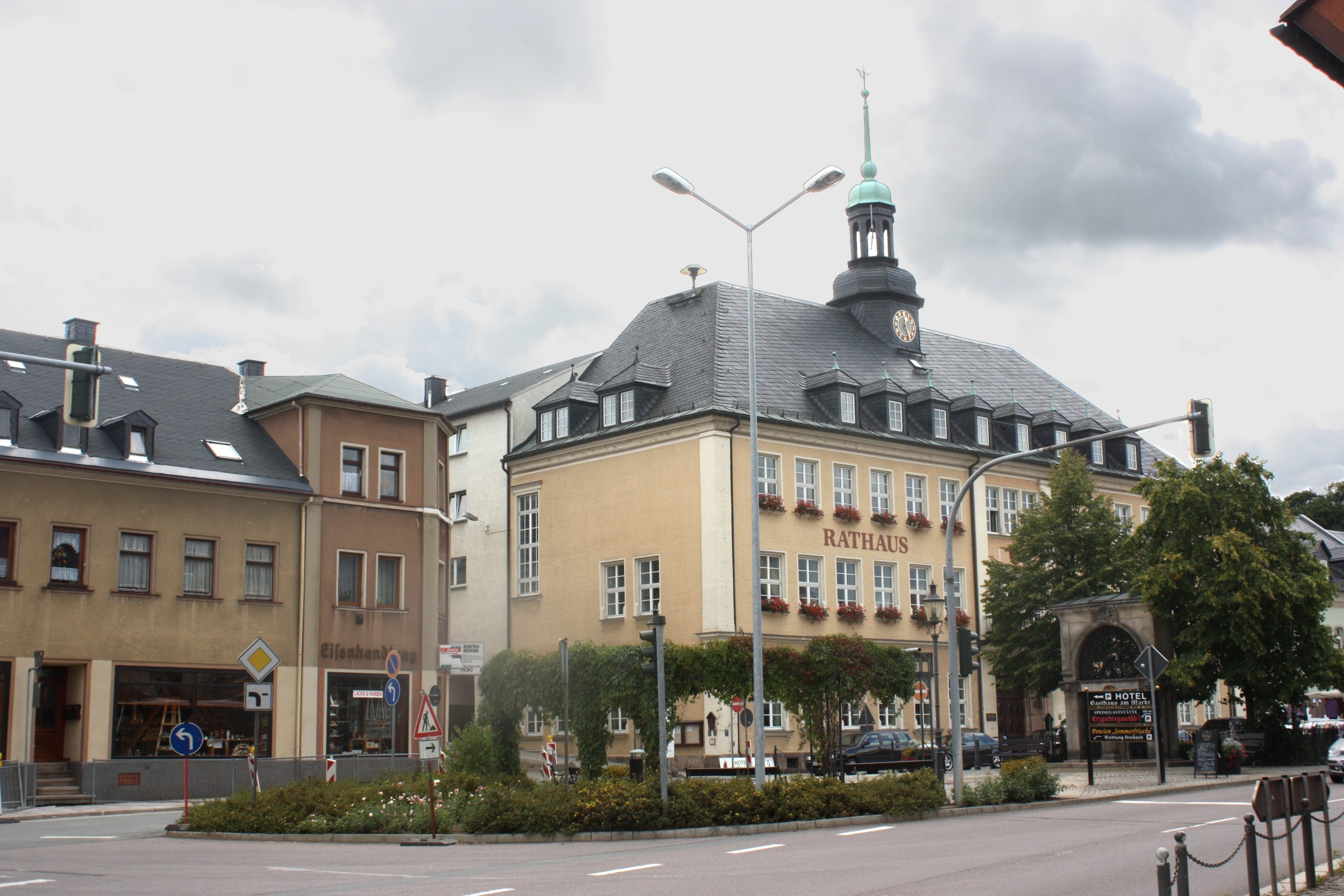
Rådhuset.
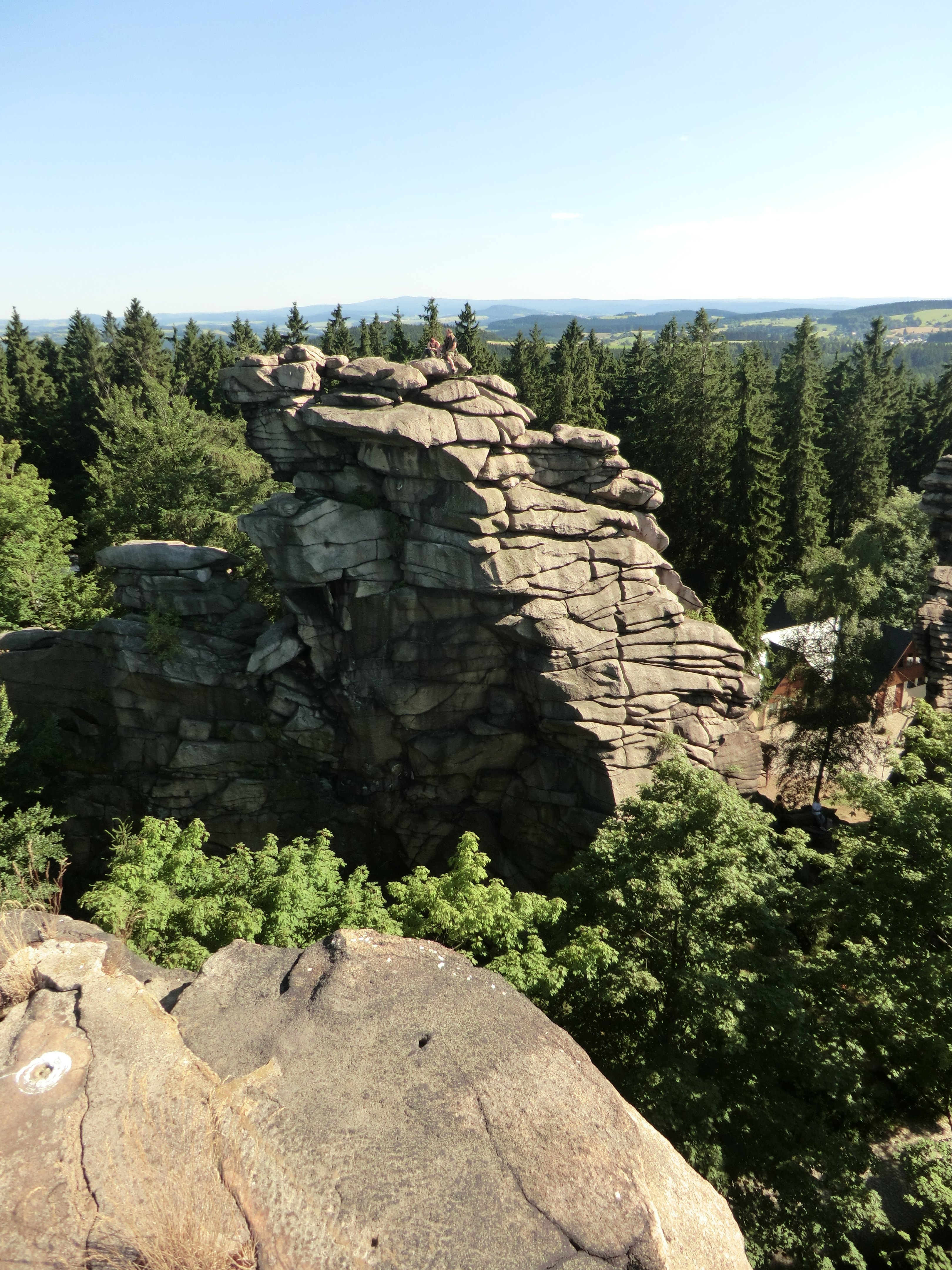
Klippformationen Greifensteine.
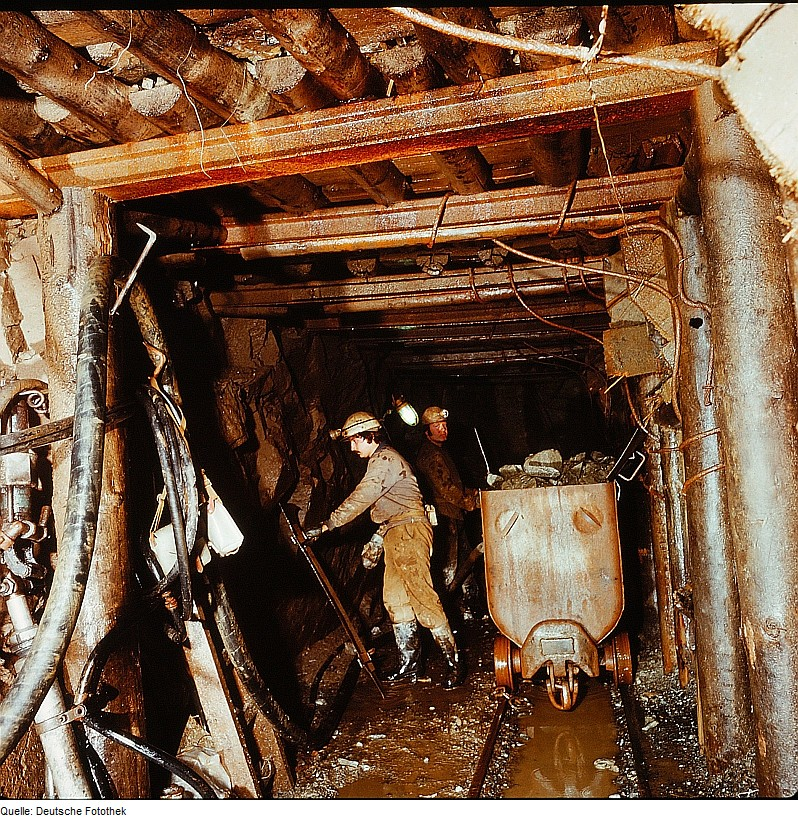
Malmgruva nära Ehrenfriedersdorf, cirka 1980.
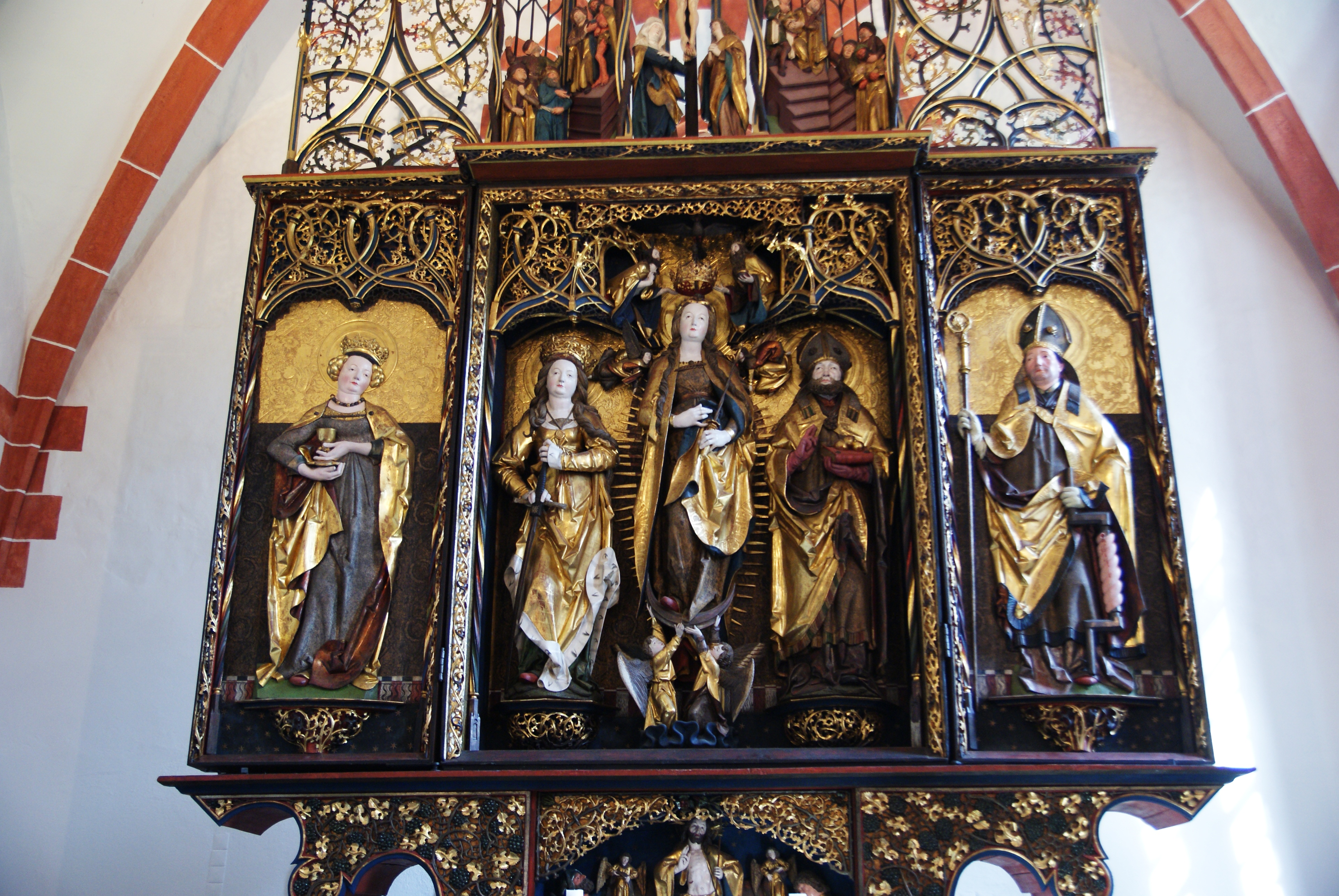
Altare i kyrkan, den del som visas under helgdagar.